# São Caetano (Pernambuco)
São Caetano is een gemeente in de Braziliaanse deelstaat Pernambuco. De gemeente telt 36.336 inwoners (schatting 2009).
De gemeente grenst aan Caruaru, Tacaimbó, Altinho, Cachoeirinha, Brejo da Madre de Deus en Belo Jardim.